# Саботаж на газопроводі Північний потік
Витоки газу з Північного потоку сталися після серії вибухів на газопроводах Північний потік-1 і Північний потік-2 26 вересня 2022 року. Обидва трубопроводи належали та управлялися російською державною газовою компанією «Газпром» та були побудовані для транспортування природного газу з Росії до Німеччини. Вважається, що витоки газу спричинені навмисним саботажем, однак мотиви атаки залишаються незрозумілими.
До витоку трубопроводи не працювали через газовий конфлікт між Росією та ЄС після російського вторгнення в Україну, але все ще були заповнені природним газом. 26 вересня о 02:03 за місцевим часом (CEST) було зафіксовано вибух, що стався на газопроводі Північний потік-2 та повідомлено про падіння тиску в газопроводі,  а природний газ почав виходити на поверхню на південний схід від данського острова Борнгольм в Балтійському морі. Через 17 годин це повторилося із Північним потоком-1, що призвело до трьох окремих витоків на північний схід від Борнгольма. Витоки сталися через день після того, як Польща та Норвегія відкрили альтернативний Балтійський трубопровід, що проходить через Данію, постачаючи газ із Північного моря, а не з Росії, як у випаду газопроводами Північного потоку. Витоки знаходяться в міжнародних водах (не є частиною територіального моря жодної країни), але в економічних зонах Данії та Швеції.
Прем'єр-міністр Данії Метте Фредеріксен заявила, що витоки були спричинені умисними діями, а не нещасними випадками, і уточнила, що були зафіксовані вибухи. Прем'єр-міністр Швеції Магдалена Андерссон заявила, що це, ймовірно, диверсія. Таку саму думку також висловили представники Європейського Союзу та генеральний секретар НАТО Єнс Столтенберг. Раніше кілька коментаторів припустили, що обставини витоку газу виглядають підозрілими і, ймовірно, були диверсійними актами. Компанія Nord Stream AG, оператор Північного потоку, що належить Газпрому, заявила, що трубопроводи зазнали «безпрецедентних» пошкоджень за один день.
Представники програми ООН з довкілля (UNEP) заявили, що цей витік може стати найбільшим разовим викидом метану.

## Перебіг подій
Геологічна служба Данії повідомила, що сейсмограф на Борнгольмі зафіксував два сплески 26 вересня: перший о 02:03 (UTC+1) мав магнітуду 2,3, а другий о 19:03 мав магнітуду 2,1. Подібні дані були надані сейсмографом у Стевнсі та кількома сейсмографами в Німеччині, Швеції (аж станція в Каліксі), Фінляндії та Норвегії. Дані показали, що поштовхи сталися поблизу місць, де пізніше були виявлені витоки. Приблизно в цей же час падіння тиску в трубопроводах були зафіксовані в Німеччині.
Після першого повідомлення Німеччини про падіння тиску в «Північному потоці-2» данський підрозділ перехоплювачів F-16 виявив витік газу з трубопроводу на південний схід від Дуеодде, Борнгольм. «Північний потік-2» складається з двох паралельних «ниток», і витік стався в лінії А, в економічній зоні Данії. У зв'язку з небезпекою для судноплавства, Морське управління Данії закрило море для всіх суден у зоні 5 морських миль (9,3 км; 5,8 милі) навколо місця витоку та порадила літакам залишатися на висоті щонайменше 1000 м (3300 футів) над ним. Труба, яка не була в експлуатації, була заповнена 300 млн м³ газу під час підготовки до перших поставок.
Оцінка впливу на довкілля газопроводу Північний потік-2 була проведена в 2019 році. До 2012 року корозійні витоки сталися лише в двох великих трубопроводах у всьому світі. Витоки внаслідок умисних дій і нещасних випадків військового характеру вважалися «дуже малоймовірними». Найбільший витік в аналізі був визначений як «повний розрив (>80 мм)», наприклад, через удар тонучого корабля у трубопровід. Такий малоймовірний великий витік із глибини 54 метри може призвести до газового стовпа шириною до 15 метрів на поверхні.
У Північному потоці-2 труба має діаметр 48 дюймів із товщиною сталевої стінки 27-41 мм (найтовща на початку, коли тиск становить 220 бар, найтонша в кінці — 177 бар). Щоб збільшити вагу труби (від'ємну плавучість), сталь оточена шаром бетону 60-110 мм. Кожна лінія трубопроводу складається з приблизно 100 000 24-тонних сталевих труб з бетонним покриттям, прокладених по морському дні. За даними Nord Stream AG, постійний внутрішній діаметр трубопроводів становить 1,153 метри. Секції залягають на глибині близько 80–110 метрів.

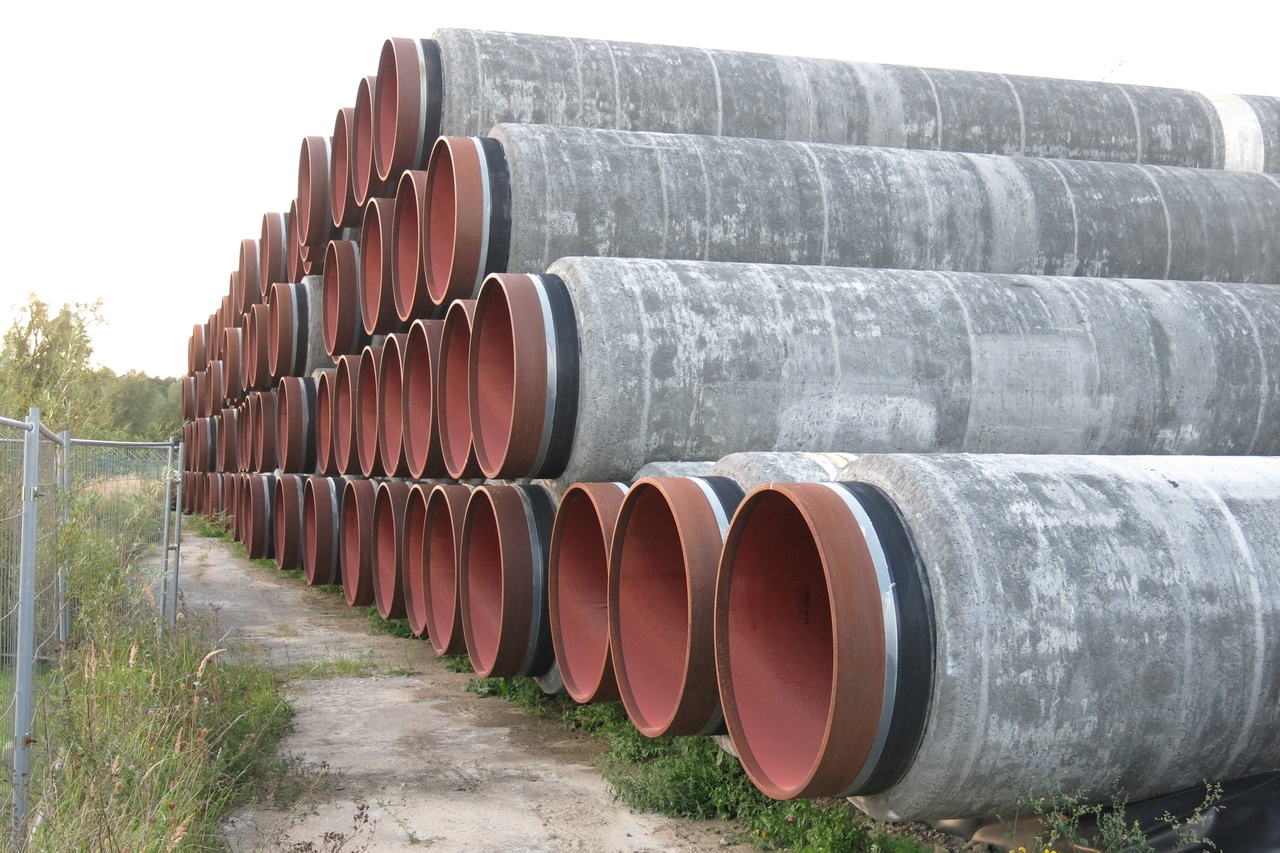
Труби газогону «Північний потік-2», виготовлені зі сталі з бетонною оболонкою

Через кілька годин, після того як Німеччина повідомила про падіння тиску в Північному потоці-1, шведська влада виявила другий і третій витік газу на цьому трубопроводі. Обидві паралельні лінії Північного потоку-1 зазнали руйнувань, а місця двох витоків знаходяться приблизно на відстані 6 км одна від одної, причому одна в економічній зоні Швеції, а інша в економічній зоні Данії. 28 вересня берегова охорона Швеції уточнила, що спочатку зареєстрований витік у шведській економічній зоні насправді був двома витоками, розташованими поруч одна з одною, в результаті чого загальна кількість витоків з трубопроводів Північного потоку досягла чотирьох (дві в шведській економічній зоні, два в данській).
Хоча жоден із трубопроводів не постачав газ до Європи, Північний потік-1 і Північний потік-2 все ще були заповнені газом.
Збройні сили Данії опублікували відео витоку газу на своєму вебсайті, на якому видно, що станом на 27 вересня найбільший із витоків створив турбулентність на поверхні води діаметром приблизно 1 кілометр. Найменший витік утворив коло діаметром близько 200 метрів.
Вибухи стались на північ та на південь від зони поховання близько 11 000 тон отруйних речовин — хімічної зброї. Внаслідок руйнування газогонів у атмосферу потрапило близько 115 000 тон природного газу. Вибухами з дна було піднято до 250 000 тон осаду.
3 жовтня берегова охорона Швеції виявила, що витік із газопроводу збільшився, його діаметр сягнув 30 метрів.

### Витоки
| Труба                         | Місце                           | Коментар                                                                                   |
| ----------------------------- | ------------------------------- | ------------------------------------------------------------------------------------------ |
| Труба А «Північного потоку-2» | Виключна економічна зона Данії  | виявлено данським підрозділом перехоплювачів F-16 на південний схід від Дуеодде, Борнгольм |
| Труба А «Північного потоку-2» | Виключна економічна зона Швеції | виявлено шведською владою                                                                  |
| Труба А «Північного потоку-1» | Виключна економічна зона Швеції | виявлено шведською владою                                                                  |
| Труба B «Північного потоку-1» | Виключна економічна зона Данії  | виявлено шведською владою                                                                  |

### Причини
На пресбрифінгу ввечері 27 вересня прем'єр-міністр Данії Метте Фредеріксен заявила, що витоки сталися в результаті зумисних дій, а не нещасних випадків, і уточнила, що були зафіксовані вибухи. Незабаром після цього прем'єр-міністр Швеції Магдалена Андерссон заявила, що це, ймовірно, була диверсія, а також згадала про вибухи. Геологічна служба Данії заявила, що поштовхи не схожі на ті, що реєструються під час землетрусів, натомість, схожі на ті, що реєструються під час вибухів. Шведський суспільний мовник SVT повідомив, що вимірювальні станції у Швеції та Данії зафіксували сильні підводні вибухи поблизу трубопроводу Північний потік. Бйорн Лунд, доцент кафедри сейсмології Шведської національної сейсмічної мережі (SNSN), сказав, що «немає сумнівів, що це були вибухи». Представники Євросоюзу заявили про саботаж, як і генсек НАТО Єнс Столтенберг та прем'єр-міністр Польщі Матеуш Моравецький.
У Кремлі заявили, що не виключають диверсію.
Німецька газета Der Tagesspiegel написала, що перевіряється, чи не були витоки спричинені цілеспрямованими атаками підводних човнів або водолазів.
Шведська поліція розпочала попереднє розслідування можливого саботажу.

### Припущення щодо злочинців
Прем'єр-міністри Швеції та Данії не бажають спекулювати про те, хто відповідальний за ці інциденти. Дослідник з Королівського оборонного коледжу Данії заявив, що Росія виграє від додаткових потрясінь на газовому ринку Європи.
Радник голови Офісу Президента України Михайло Подоляк заявив, що це «спланований Росією теракт та акт агресії в напрямку ЄС».
Asia Times повідомила, що країни Балтії, Фінляндія, Україна та США потенційно виграють від пошкодження трубопроводів.
Польський депутат Європейського парламенту і колишній міністр закордонних справ і оборони Радослав Сікорський прокоментував у Твіттері подію словами «дякую, США». Пізніше він пояснив, що вітає руйнування трубопроводу, проти якого «протестували всі польські уряди», висловив «робочі гіпотези щодо того, хто мав мотиви та засоби для такої атаки» лише від свого імені.
Шпіґель повідомив, що ЦРУ попередило уряд Німеччини про можливий саботаж на трубопроводах «тижні тому».

### Розслідування
Наступного дня після витоку газу шведська поліція почала розслідування інциденту, назвавши його «великою диверсією». Розслідування проводиться у співпраці з іншими відповідними органами, а також Службою безпеки Швеції. Аналогічне розслідування було розпочате в Данії. Дві країни підтримують тісні контакти, а також контактують з іншими країнами Балтійського регіону та НАТО. Оскільки це сталося в міжнародних водах (не є частиною територіального моря жодної країни, але в межах економічних зон Данії та Швеції), ні прем'єр-міністр Данії, ні прем'єр-міністр Швеції не вважають це нападом на їхні країни.
18 листопада 2022 Шведська прокуратура знайшла сліди вибухівки на місці вибухів на газогонах «Північний потік 1» та «Північний потік 2». Це підтверджує, що ці інциденти були диверсією. Про це заявив шведський прокурор Матс Юнгквіст, який веде попереднє розслідування вибухів. З'ясувалося, що на кількох зі знайдених сторонніх предметів є сліди вибухових речовин. Міністр оборони України Олексій Резніков заявив, що українська сторона непричетна до підриву.
У березні 2023 року поліція Данії оголосила в розшук яхту, помічену на острові Крістіансі в Балтійському морі близ вибуху на газопроводі.
25 березня 2023 року німецький портал t-online повідоми, що за кілька днів до вибухів на газопроводах «ПП-1» і «ПП-2» поблизу них перебували російські військові кораблі.
У лютому 2024 року Швеція завершила розслідування, не дійшовши жодних висновків про особи злочинців. 26 лютого Данія також завершила розслідування, у місцевій поліції заявили, що Данії не мала достатніх підстав для порушення кримінальної справи.
У листопаді 2023 року провідні західні ЗМІ (The Washington Post, Der Spiegel) опублікували результати спільного розслідування. Розслідування встановило, що за підривом газопроводу стоять українські спецслужби. Операцію з підриву було здійснено групою під керівництвом Романа Червінського, яка використовувала яхту "Адромеда", орендовану у Польщі.

### Активність ВМФ Росії
У червні 2022 року російський військовий корабель двічі порушив межі територіальних вод Данії на північ від острова Борнгольм у Балтійському морі, де проходив фестиваль демократії, на якому були присутні високопосадовці та бізнесмени.
За словами представників західної розвідки та ще одного джерела, обізнаного з цією справою, у понеділок 26 вересня і вівторок 27 вересня представники європейської служби безпеки спостерігали кораблі підтримки ВМС Росії поблизу витоків з трубопроводів Північного потоку, ймовірно, спричинених підводними вибухами. Минулого тижня неподалік від цих районів також спостерігали російські підводні човни, повідомив один зі співробітників розвідки. Згідно даних деяких дослідників, Росія могла підірвати газопроводи, щоб не платити штрафи за контрактами.

## Наслідки, реакція
27 вересня 2022 року європейські ціни на газ зросли на 12 %, незважаючи на те, що Північний потік-1 не постачав газ із серпня, а Північний потік-2 ніколи не працював.
Міністр енергетики Данії заявив, що витоки газу, ймовірно, триватимуть щонайменше тиждень. За словами шведської влади, ймовірно, пройде один-два тижні, перш ніж витоки припиняться і трубопроводи можна буде безпечно перевірити. Компанія Nord Stream AG, оператор Північного потоку, заявила 27 вересня, що неможливо визначити, коли буде відновлена транспортувальна інфраструктура. Німецька влада заявила, що якщо вони не будуть швидко відремонтовані, три пошкоджені лінії (обидві лінії в Північному потоці-1 і лінія A в Північному потоці-2) навряд чи коли-небудь знову запрацюють через пошкодження, спричинені морською водою. Вашингтон пост повідомила, що інциденти, ймовірно, остаточно зупинять обидва проєкти Північного потоку.
Королівські військово-морські сили Данії та берегова охорона Швеції направили кораблі для моніторингу викиду та убезпечили інші судна від небезпеки, встановивши зону безпеки 5 морських миль (9,3 км) навколо кожного витоку. У зоні аварії працюють два кораблі — данський Absalon і шведський Amfitrite, які спеціально розроблені для роботи в забрудненому середовищі, наприклад у хмарах газу. Судна можуть втратити плавучість, якщо вони зайдуть у зону, і може виникнути ризик займання витоку газу над водою та в повітрі, але не було ризиків, пов'язаних із витоком за межами зони відчуження. Витік вплине лише на навколишнє середовище в районі, де знаходиться шлейф газу у товщі води, а вихід метану, парникового газу, матиме руйнівний вплив на клімат. Лише 0,25 % річної потужності трубопроводів дорівнює загальному викиду цього газу з усіх інших джерел у Швеції за повний рік.
Президент Європейської комісії Урсула фон дер Ляєн заявила, що «будь-яке навмисне порушення роботи європейської енергетичної інфраструктури є неприйнятним і призведе до найсильнішої відповіді». Після витоку газу влада Норвегії посилила охорону своєї газової та нафтової інфраструктури.
Міністр МЗС Латвії заявив, що Європа вступає в нову фазу гібридної війни з Росією.